# ヴァルドサウルス
ヴァルドサウルス（Valdosaurus　"ウィールド（en）のトカゲ"の意味）は白亜紀前期に生息した二足歩行で草食のイグアノドンティアに分類される鳥脚類恐竜の属である。化石はワイト島などのイングランドで発見されている。

## 発見と命名
19世紀、ウィリアム・ダーウィン・フォックス（en）師はワイト島南西部の海岸にあるカウリーズチャイン（en ）で小さな大腿骨を収集した。1868年、フォックスは不正確にも1848年にギデオン・マンテルが発掘し、イグアノドンの化石としたものと同じ個体のものであるとした。マンテルの化石は1869年に新属ヒプシロフォドンと命名された。両者の大腿骨は無関係であるが、大英自然史博物館に BMNH R184及びBMNH R185として収蔵され、一般的にはヒプシロフォドンのものとされていた。
しかし、1975年にピーター・ガルトン（en）はドリオサウルスの新種として命名し、Dryosaurus canaliculatusとした。種小名はラテン語で「小さな溝を持つ」を意味し、大腿骨下部の顆の間の明瞭な溝に言及したものである。1977年、ガルトンはこの種に新たな属名を命名した。 Valdosaurusというこの属名は発見地であるウィールド層群（en）にちなみ、ラテン語で「ウィールドの」を意味するValdusから派生している。そのタイプ種としてD. canaliculatusはV. canaliculatusと改名された。第二の種V. nigeriensisは1982年、ニジェールのより新しい年代の堆積岩から発見された化石に基づいてフィリップ・タケ（en）により記載された。この種は後に独自の属エルラゾサウルス（Elrhazosaurus）へと移されている。
1988年、ウィリアム・ブロウズ（ en ）は不注意にも動物相のリストに掲載することによって別の種Valdosaurus dextrapodaを命名した。しかし、これは単なる誤りでありこの種は一切支持されていない。記載を欠いているため、裸名である。

## 分布と標本
ヨーロッパに近縁種をもつアメリカの種であるドリオサウルスが命名されたがヨーロッパで発見されたほとんどのドリオサウルス科（Dryosaurididae）の化石はヴァルドサウルスのものとされることになった。ヴァルドサウルスはイングランド（ワイト島のウェセックス累層（ en）およびウェスト・サセックスのヘイスティング層（en））のみならずルーマニア（ビホル県のコルネットのボーキサイト（en））およびスペインにも生息していたようだ。これらの岩相層序単元（地層の年代）はベリアス期からバーレム期（1億4500万年前から1億2500万年前）である。V. canaliculatusは大腿骨のみが知られていたものの、部分的な首から後の骨格と歯骨、歯の標本が後に加えられた。
しかし、2009年にガルトンがヴァルドサウルスの化石についての批判的な再評価を行い、イングランド以外から発見された化石に確実にこの属ものとできるものはないと結論した。それゆえV. nigeriensisを独自の属エルラゾサウルスへと分類した。全ての頭部の化石と歯を含む多くのイングランドで発見された標本でさえもヴァルドサウルスのものであるかは不確定であるとした。上部ウィールデンクレイ累層（en ）（バーレム期後期）で発見された後肢や骨盤がV. canaliculatusのものとされている。またヘイスティング層前期（バランジュ期）の化石はValdosaurus sp.とされている。ガルトンはオーウェンが1842年にイグアノドンのものであるとして記載した大腿骨、標本BMB 004297-004300が初めて記載されたヴァルドサウルスであったと確証した。また、タイプ標本の大腿骨は非常に小さく、長さ14 cmほど（体長1.2 m、体重10 kgと推定される）であるが、これは幼い個体のもので、生体は中程度の大きさの真鳥脚類となり、大腿骨は50 cmほどであっただろうと強調している

## 分類
ガルトンはヴァルドサウルスをヒプシロフォドン科（Hypsilophodontidae）に分類した、しかし、この分類群は多系統な人為的分類群であり一般的は放棄されている。現在では一般的にドリオサウルス科に属すと考えられている。